# Pycnoscelus aurantius
Pycnoscelus aurantius es una especie de cucarachas del género Pycnoscelus, familia Blaberidae.

## Historia
Fue descrito por primera vez en 1935 por Hanitsch.